# Gideon Tomlinson
Gideon Tomlinson, född 31 december 1780, död 8 oktober 1854, var ledamot av USA:s representanthus, guvernör i delstaten Connecticut och amerikansk senator.

## Tidig karriär
Tomlinson föddes i Stratford i Connecticut. Han tog examen från Yale College 1802. Han studerade juridik, blev medlem av advokatsamfundet och praktiserade i Fairfield. Han var tjänsteman vid Connecticuts representanthus och valdes till ledamot av detsamma 1818. Då var han även talman. Han valdes till USA:s representanthus 1819 och omvald tre gånger, den sista mandatperioden fram till den 3 mars 1827. Han var bland annat ordförande för handelsutskottet.

## Guvernör
Gideon Tomlinson valdes till guvernör 1827 och efterträdde Oliver Wolcott, Jr. den 2 maj det året. Han valdes om tre gånger men avgick 1831 då han hade valts till senator, Connecticuts guvernörer hade då en mandatperiod på bara ett år. Han efterträddes av sin viceguvernör John Samuel Peters. Han var den ende företrädaren för Demokrat-republikanerna som var guvernör i Connecticut.

## Senator
Gideon Tomlinson tjänstgjorde i USA:s senat i en mandatperiod, från den 4 mars 1831 till den 3 mars 1837. Där var han bland annat ordförande för Pensionsutskottet.
Tomlinson avled i Fairfield den 8 oktober 1854. Han begravdes i Old Congregational Cemetery i Stratford. Bron Tomlinson Bridge, som byggdes 1796-98 i Fair Haven (del av New Haven) i Connecticut har fått namn efter honom.